# Via del corso/Vento contro vento
Via del corso/Vento contro vento è un singolo del cantautore Gianni Davoli pubblicato nel 1988.

## Descrizione
Il disco (pubblicato nel 1988 con la casa discografica Centotre) contiene due canzoni, di cui la seconda dal titolo Vento contro vento è stata racchiusa nell'album Ah li galli del 1996.

## Tracce
1. Via del corso - 3:18 (R.Serio, G.Davoli, F.Moro, S.Iovane)
2. Vento contro vento - 3:45 (R.Serio, F.Moro, G.Davoli, A.Tirone, G.Cicolani, G.Aquilino)